# 于利希-克萊沃-貝格的瑪格達萊娜
于利希-克萊沃-貝格的瑪格達萊娜（德語：Magdalena von Jülich-Kleve-Berg；1553年11月2日—1633年8月30日），茨韋布呂肯公爵夫人，于利希-克萊沃-貝格公爵威廉的女兒。

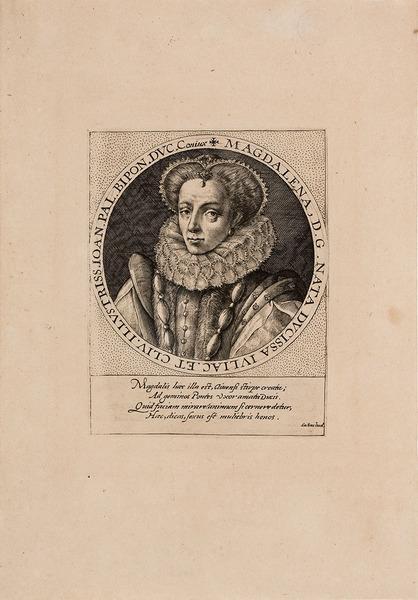

## 家庭
1579年，瑪格達萊娜與普法爾茨-茨韋布呂肯的約翰一世結婚，兩人共有3子2女：
1. 瑪麗亞·伊莉莎白（1581年—1637年）
2. 約翰二世（1584年—1635年）
3. 腓特烈·卡西米爾（1585年—1645年）
4. 約翰·卡西米爾（1589年—1652年）
5. 阿瑪莉（1592年—1655年）